# 1. Damen-Basketball-Bundesliga 2019/20
Die 1. Damen-Basketball-Bundesliga 2019/20 war die 49. Spielzeit der höchsten deutschen Spielklasse im Basketball der Frauen. Als amtierender Meister und Pokalsieger gingen die Spielerinnen des Herner TC in die Saison. Aufgestiegen in die Bundesliga waren die drei Vereine GiroLive-Panthers Osnabrücker SC, Bascats USC Heidelberg und Gisa Lions SV Halle. Die Hauptrunde startete planmäßig im September 2019, wurde aber angesichts der Entwicklungen der Corona-Pandemie am 12. März 2020 mit sofortiger Wirkung abgebrochen. Das Final Four Turnier um den DBBL-Pokal wurde ebenfalls abgesagt aber im Oktober 2020 in Nördlingen nachgeholt.

## Hauptrunde
Die Hauptrunde der Saison 2019/20 begann am 21. September 2019 und wurde am 12. März 2020 vor dem 22. Spieltag abgebrochen. Nach 21 von 22 Spieltagen ergab sich folgende inoffizielle Abschlusstabelle der Hauptrunde der Saison 2019/20:
| Pl. | Team                                 | Sp. | S  | N  | Körbe     | Diff | Punkte |
| 1.  | Rutronik Stars Keltern               | 21  | 20 | 1  | 1672:1340 | 332  | 40     |
| 2.  | TSV 1880 Wasserburg                  | 21  | 16 | 5  | 1643:1443 | 200  | 32     |
| 3.  | Herner TC (M,P)                      | 21  | 13 | 8  | 1387:1370 | 17   | 26     |
| 4.  | XCYDE Angels Nördlingen              | 21  | 13 | 8  | 1519:1444 | 75   | 26     |
| 5.  | Eisvögel USC Freiburg                | 21  | 13 | 8  | 1552:1504 | 48   | 26     |
| 6.  | TK Hannover                          | 21  | 11 | 10 | 1495:1507 | −12  | 22     |
| 7.  | GiroLive-Panthers Osnabrücker SC (N) | 21  | 11 | 10 | 1508:1524 | −16  | 22     |
| 8.  | BG 74 Göttingen                      | 21  | 9  | 12 | 1351:1386 | −35  | 18     |
| 9.  | BC Pharmaserv Marburg                | 21  | 6  | 15 | 1488:1576 | −88  | 12     |
| 10. | Bascats USC Heidelberg (N)           | 21  | 6  | 15 | 1513:1609 | −96  | 12     |
| 11. | TV 1872 Saarlouis Royals             | 21  | 4  | 17 | 1439:1638 | −199 | 8      |
| 12. | Gisa Lions SV Halle (N)              | 21  | 4  | 17 | 1404:1630 | −226 | 8      |

Legende:
- Bei Punktgleichheit entscheidet der direkte Vergleich
- in Klammern: M = Meister der Vorsaison / P = Pokalsieger der Vorsaison / N = Aufsteiger zu dieser Saison

## Auswirkungen Saisonabbruch
Gemäß offizieller Stellungnahme der DBBL zum Abschluss der Saison 2019/2020 wurden die folgenden Auswirkungen des Saisonabbruchs festgelegt:
- Die Saison 2019/20 wurde vor dem 22. Spieltag abgebrochen.
- Eine Abschlusstabelle in der 1. DBBL und der 2. DBBL Nord und Süd gibt es für diese Saison nicht.
- Es gibt somit keinen Meister in der 1. DBBL und 2. DBBL.
- Es gibt keinen sportlichen Absteiger aus der 1. DBBL und 2. DBBL.
- Es gibt keinen sportlichen Aufsteiger aus der 2. DBBL in die 1. DBBL.

## DBBL-Pokal
Das Final Four Turnier um den DBBL-Pokal der Saison 2019/20 sollte ursprünglich am 21. und 22. März 2020 in Keltern ausgetragen werden. Das Turnier wurde aber angesichts der Entwicklungen der Corona-Pandemie abgesagt und stattdessen am Wochenende des 17. und 18. Oktobers 2020 in Nördlingen nachgeholt. Teilnehmende Teams waren der TSV 1880 Wasserburg, der TK Hannover, die Rutronik Stars Keltern und die Gastgeberinnen, die XCYDE Angels Nördlingen.
Im ersten Halbfinale setzte sich der hohe Favorit Rutronik Stars Keltern letztendlich klar mit 102:83 gegen das dezimierte Team aus Hannover durch. Das zweite Halbfinale zwischen den beiden bayerischen Erstligisten TSV 1880 Wasserburg und XCYDE Angels Nördlingen konnten die Wasserburgerinnen mit 93:81 gegen die Gastgeberinnen für sich entscheiden.
Das Spiel um Platz drei am Sonntag gewann der TK Hannover mit 86:79 gegen die Gastgeberinnen und sicherte sich somit die Bronzemedaille. Im Finale gelang es den Rutronik Stars Keltern im vierten Anlauf nach 2016, 2017 und 2018 erstmals den TSV 1880 Wasserburg in einem Deutschen Pokalfinale zu besiegen (Endstand 76:68). Somit errangen die Rutronik Stars Keltern nach dem Deutschen Meistertitel 2018 am Wochenende in Nördlingen ihren zweiten nationalen Titel.